# UMMC Ekaterinburg
Lo Ženskij Basketbol'nyj klub UMMC' (in cirillico Женский Баскетбольный клуб «УГМК» Екатеринбург, conosciuto come UMMC Ekaterinburg) è una società di pallacanestro femminile di Ekaterinburg fondata nel 1938.

## Palmarès
- Campionato russo: 12
2001–02, 2002–03, 2008–09, 2009–10, 2010–11, 2011–12, 2012–13, 2013–14, 2014–15, 2015–16, 2016–17, 2017–18, 2018-19, 2019-20, 2020-21
- Eurolega: 6
2002–03, 2012–13, 2015–16, 2017–18, 2018-19, 2020-21
- SuperCup Women: 4

2013, 2016, 2018, 2019